# Estreito da Sicília

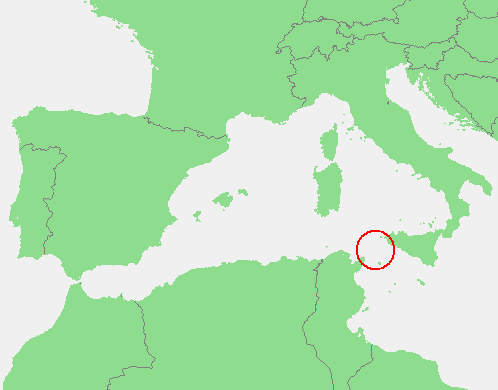
Localização do estreito da Sicília

O estreito da Sicília ou canal da Sicília (em italiano:  Canale di Sicilia) é um trecho de mar do Mediterrâneo, entre a Sicília e a Tunísia. Divide o Mediterrâneo em duas partes: oriental e ocidental.
No centro do canal está a ilha de Pantelária.